# Schneckenlohe
Schneckenlohe – miejscowość i gmina w Niemczech, w kraju związkowym Bawaria, w rejencji Górna Frankonia, w regionie Oberfranken-West, w powiecie Kronach, wchodzi w skład wspólnoty administracyjnej Mitwitz. Leży Lesie Frankońskim, nad rzeką Steinach.
Gmina położona jest 10 km na południowy zachód od Kronach, 17 km na południowy wschód od Coburga i 40 km na północny zachód od Bayreuth.

## Dzielnice
W skład gminy wchodzą cztery dzielnice: 
- Beikheim
- Mödlitz
- Schneckenlohe
- Neubrand

## Polityka
Wójtem jest Hans-Peter Laschka (CSU). Rada gminy składa się z 13 członków:
|      | CSU | SPD | Związek Wiejski | Razem     |
| 2002 | 6   | 4   | 3               | 13 miejsc |